# Fransk Somaliland
Fransk Somaliland (fransk: Protectorat de la côte française des Somalis et dépendances) var en fransk koloni beliggende ved det inderste af bugten ved Aden imellem den italienske koloni Eritrea og Britisk Somaliland på begge sider af Tadjura-bugten; ind i landet begrænsedes det af Abessinien, ca. 90 km fra kysten.
Arealet var ca. 120.000 km2 med i 1920 64.794 indbyggere, hvoraf 336 europæere og 60.272 indfødte, som var franske undersåtter.

## Historie
Havnen Obok blev erhvervet af franskmændene i 1862, men først 1884 virkelig besat; samme år fik de Tadjura og følgende år Ambado. I 1888 blev der indrettet en havn ved Djibouti, der senere også blev guvernørens residens.
En jernbane blev åbnet i 1902 mellem Djibouti og Diré-Dauah nær Harar i Abessinien, og Djibouti stod ved firmaet Messagéries maritimes’ dampskibe i direkte forbindelse med Europa. I 1920 udgjorde jernbanens længde 783 km.
De vigtigste eksportvarer var kaffe, elfenben, huder og skind. Kolonien havde sin største betydning som den naturlige udførselsvej for det sydlige Abessinien, hvis omsætning med omverdenen især foregik ad jernbanen fra Djibouti til Addis Abeba.
Handelen var meget livlig og omfattede i 1906 13,98 mio. francs i import (heraf 2,17 mio. fra Frankrig) samt 20,27 mio. francs i eksport (heraf 1,4 mio. til Frankrig).